# Чистяков, Вячеслав Николаевич
Вячеслав Николаевич Чистяков (род. 18 декабря 1980, Свердловск) — российский хоккеист, нападающий.

## Биография
Воспитанник екатеринбургских клубов «Юность» и «Спартаковец». Начинал играть в екатеринбургских командах первой лиги (Д3) СКА (1996/97) и «Динамо-Энергия-2» (1997/98), провёл два матча за команду второй лиги (Д4) РТИ (1996/97). Сезон 1998/99 провёл в команде первой лиги (Д2) «Металлург» Серов, в следующем сезоне выступал за «Металлург-2» Магнитогорск в первой лиге (Д3), провёл 4 матча в РХЛ за «Металлург» Магнитогорск. После сезона 2000/01, проведённого в команде высшей лиги (Д2) «Металлург» Серов, отыграл 16 матчей в РХЛ за «Мечел» Челябинск (2001/02) Затем выступал в высшей лиге за команды «Трактор» Челябинск (2002/03), «Зауралье» Курган (2003/04), «Спутник» Нижний Тагил (2004/05 — 2005/06), «Автомобилист» Екатеринбург (2006/07 — 2007/08), «Газовик» Тюмень (2008/09).
В сезонах 2009/10 — 2010/11 играл в КХЛ за «Автомобилист», завершал карьеру в команде ВХЛ «Спутник» (2011/12 — 2013/14).
Младший брат Сергей также был хоккеистом.